# 14e régiment de dragons (Autriche-Hongrie)
Pour les articles homonymes, voir 14e régiment.
Le 14e régiment de dragons, connu à partir de 1867 comme 14e régiment de dragons « prince de Windisch-Graetz », est une unité de cavalerie au service de l'empire des Habsbourg d'Autriche. AU XVIIIe siècle, le régiment recrute principalement dans la partie wallonne des Pays-Bas autrichiens et s'illustre notamment pendant la guerre de Sept Ans. Il devient un régiment de l'armée commune austro-hongroise en 1867 et est dissout en 1918.

## Création et différentes dénominations
- 1725 : création du régiment de dragons wallons de Westerloo  (Wallonisches Dragoner-Regiment Westerloo)[1] ou dragons de Merode
- 1732 : régiment de dragons de Ligne (Dragoner-Regiment Ligne)[1]
- 1757 : régiment de dragons Daun (Dragoner-Regiment Daun)[1]
- 1758 : régiment de dragons Löwenstein (Dragoner-Regiment Löwenstein)[1]
- 1759 : régiment de dragons Saintignon (Dragoner-Regiment Saint-Ignon)[1],[2]
- 1760 : régiment de chevaux-légers Saintignon (Chevauxlegers-Regiment Saint-Ignon)[1],[2]
- 1765 : régiment de dragons Saintignon (Dragoner-Regiment Saint-Ignon)[1],[2]
- 1779 : régiment de dragons d'Arberg (Dragoner-Regiment D'Arberg)[1]
- 1789 : régiment de dragons d'Ursel (Dragoner-Regiment D'Ursel)[1]
- 1790 : régiment de dragons Latour  (Dragoner-Regiment Latour ou La Tour)[1]
- 1791 : régiment de chevaux-légers Latour (Chevauxlegers-Regiment Latour)[1],[3]
- 1798 : 11e régiment de dragons légers Latour (leichtes Dragoner-Regiment Löwenstein Nr. 11)[4]
- 1802 : 4e régiment de chevaux-légers Latour (Chevauxlegers-Regiment Latour Nr. 4)[4]
- 1835 : 4e régiment de chevaux-légers prince de Windisch-Graetz (Chevauxlegers-Regiment Fürst Windisch-Graetz Nr. 4)[4]
- 1851 : 7e régiment de dragons prince de Windisch-Graetz (Dragoner-Regiment Fürst Windisch-Graetz Nr. 7)[4]
- 1860 : 2e régiment de dragons prince de Windisch-Graetz (Dragoner-Regiment Fürst Windisch-Graetz Nr. 2)[4]
- 1867 : 14e régiment de dragons prince de Windisch-Graetz (Dragoner-Regiment Fürst Windisch-Graetz Nr. 14)[4]
- 1918 : dissous

## Historique

### Formation et premiers conflits
L'utilisation généralisée d'unités de cavalerie comparable aux Dragons remonte à la guerre de Trente Ans. Le régiment est entré au service direct de l'Autriche en 1725, comme régiment de dragons Westerloo, par fusion des régiments de dragons des Pays-Bas autrichiens, les régiments de Ligne et Westerloo.
En 1734 et 1735, le régiment est engagé dans les opérations rhénanes de la guerre de Succession de Pologne. Pendant la guerre de Succession d'Autriche, le régiment participe à la bataille de Dettingen en 1743, combat en Allemagne en 1744-1745 puis au Brabant et à la bataille de Rocourt l'année suivante. En 1747, il est engagé lors de la bataille de Lauffeld. Après la fin de la guerre, le régiment s'installe au garnison au Brabant et au Hainaut.

### Guerre de Sept Ans
Le régiment s'est principalement illustré durant la guerre de Sept Ans, notamment à la bataille de Kolin,.
Dès décembre 1756, il part en campagne en Allemagne, puis en Bohême début 1757. À la bataille de Kolin, le 18 juin, le colonel du régiment propose au commandant de l'Armée autrichienne, le Feldmarschall von Daun, de charger les carrés prussiens que les cuirassiers n'ont pas réussi à ébranler. Doutant de la capacité d'un régiment de jeunes soldats, pour la plupart imberbes, à réussir là où les vétérans moustachus ont échoué, le Feldmarschall accepte finalement. La charge des dragons parvient à briser l'infanterie prussienne, au prix de 500 tués, dont de nombreux officiers. En souvenir de cette bataille, le régiment est autorisé à ne pas porter la moustache, jusqu'à sa disparation en 1918,. Le régiment reçoit quatre étendards, brodés de la main de l'impératrice Marie-Thérèse : le premier porte la devise (en français) « Qui s'y frotte, s'y pique. » et la déesse de la victoire portant une feuille de houx, le second représente la percée des carrés prussiens avec la devise « Plus il coutent, plus ils sont précieux ! », le troisième représente une batterie prusienne enlevée par le régiment avec « C'est en vain qu'ils la protègent. » et le quatrième montre l'assaut contre les Gardes du Corps avec la phrase « Ah ! Que n'en a-t-il davantage ! ».
Après la bataille de Kolin, le régiment participe aux batailles de Breslau (22 novembre) et Leuthen (5 décembre) puis il part hiverner à Chrast en Bohême. Il reprend ensuite la guerre en Silésie et combat vaillamment à la bataille de Hochkirch (14 octobre 1758), où son commandant est tué. Il combat l'année suivante à la bataille de Meissen. En 1760, le régiment protège les lignes de ravitaillement autrichiennes entre la Moravie et la Hongrie mais participe également à de plus grands affrontements : la veille de la bataille de Torgau (3 novembre), une partie du régiment est encerclée par les Prussiens mais parvient au bout de quinze jours à rejoindre l'armée autrichienne. En 1761, le régiment est en Silésie et en 1762 il participe à la bataille de Burkersdorf.

### Les chevaux-légers
Six compagnies de chevau-légers sont organisées en février 1758 au sein du régiment (alors appelé régiment de dragons Löwenstein), avec les chevaux les plus légers de l'unité. Ces compagnies forment l'année suivante le régiment de chevau-légers Löwenstein, le régiment de dragons Löwenstein devenant régiment de dragons Saintignon. En 1760, le régiment Saintignon est transformé un régiment de chevau-légers mais redevient un régiment de dragons en 1765.

### Avant 1789
En 1763, le régiment revient au Pays-Bas autrichiens, en garnison à Gand avec état-major à Mons.

### Guerres contre la France
Le régiment combat ensuite lors des guerres de Coalitions contre la France. En 1805, il participe à la bataille de Wertingen. Il participe en 1813 à la bataille de Leipzig.

### De 1815 à 1866
En 1821, le régiment participe à la Bataille de Rieti. Le régiment combat ensuite lors de la révolution autrichienne de 1848, lors de la guerre des Duchés (1864), lors de la guerre austro-prussienne (1866).

### De 1867 à 1914
Le régiment participe à la campagne de Bosnie-Herzégovine.

### De 1914 à 1918
Après avoir combattu lors de la Première Guerre mondiale, le 14e régiment de dragons est dissous en novembre 1918 après l'éclatement de l'Autriche-Hongrie.

## Colonels
Il a appartenu successivement : 
- à comte de Merode, marquis de Westerloo (1725-1732)
- au prince de Ligne (1732-1757)
- au comte de Daun (1757-1758)
- au prince de Löwenstein (1758-1759)
- au  comte de Saintignon (1759-1779)
- au comte d'Arberg (1779-1789)
- au comte d'Ursel (1789-1790)
- au comte de Baillet de Latour (1790-1806)
- au  baron de Vincent (1806-1834) qui en devient colonel propriétaire en 1806 (à partir de 1826, le comte de Bellegarde fait office de propriétaire en raison de l'absence du baron de Vincent)
- au prince de Windisch-Graetz (1835-1862)
- à Karl von Coudenhove (de) (1862-1868)
- la charge de colonel-propriétaire (Inhaber) devient ensuite honorifique et le régiment continue de porter le nom du prince de Windisch-Graetz.

## Uniforme
À l'origine, le régiment porte un uniforme rouge à couleur distinctive noire. Les dragons portent un chapeau semblable à celui des grenadiers de l'infanterie.
Au début de la guerre de Sept Ans, le régiment reçoit un nouvel uniforme avec une veste verte à couleur distinctive rouge foncé,. Le gilet est rouge, les bas jaune paille et les boutons jaunes (bien que certaines sources indiquent blancs). Le régiment a un aspect panaché car seuls les nouveaux soldats reçoivent cette tenue. En 1767, tous les dragons reçoivent une veste blanche et le régiment se distingue par la couleur distinctive rouge. En 1790-1791, le régiment revient à la tenue verte à parements rouge foncé de la guerre de Sept Ans,. Contrairement aux autres, le régiment porte le bicorne.
En 1798, il adopte la veste vert foncé des dragons légers, avec couleur distinctive rouge pompadour ou rouge foncé,. En décembre 1801, le régiment continue de porter la veste vert foncé, à boutons jaunes mais la couleur distinctive devient le bleu foncé,, revenant ensuite au rouge foncé.

## Sources
- Maison de Saintignon, par Lionnois
- Histoire de la dernière guerre, commencée l'an 1756 & finie par la paix d’Hubertsbourg, le 15 février 1763, par Joseph van Caloen
- Petit Futé 2008-2009 / Lorraine, Vosges, Par Dominique Auzias, Muriel Lejeune, Virginie Laporte, Muriel Manciaux
- Description de la Lorraine et du Barrois, Par M. Durival
- Mémoire de la Société d'archéologie lorraine et du Musée historique lorrain, Volume 7, Par la Société d'archéologie lorraine et du Musée historique lorrain[réf. incomplète]
- Histoire de Lorraine, tome V, par Dom Augustin Calmet, Abbé de Senones
- Lorraine: Meurthe-et-Moselle, Meuse, Moselle, Vosges, par Jacques Choux
- Alain Petiot, Au service des Habsbourg: officiers, ingénieurs, savants et artistes lorrains en Autriche, 2000 (ISBN 978-2911043710, BNF 37102204).
- (en) William Younghusband, The Austrian Army 1740-80, vol. 1 : Cavalry, Osprey Publishing, coll. « Men-at-Arms » (no 271), 1994 (ISBN 1-85532-415-6, 978-1-85532-415-2 et 1-85532-418-0, OCLC 30972438).
- (en) Philip J. Haythornthwaite, The Austrian army of the Napoleonic wars, vol. 2 : Cavalry, Osprey Publishing, coll. « Men-at-Arms » (no 181), 1986 (ISBN 0-85045-726-2 et 978-0-85045-726-1, OCLC 15260347), p. 16-17.
- (en) Darko Pavlović, The Austrian Army, 1836-66, vol. 2 : Cavalry, Osprey Publishing, coll. « Men-at-Arms » (no 329), 1999 (ISBN 1-85532-801-1, 978-1-85532-801-3 et 1-85532-800-3, OCLC 49568648).
- (de) Andreas Thürheim, Die Reiter Regimenter der K.k.österreichischen Armee, vol. I : Die Kürassiere und Dragoner, Vienne, F.B.Geitler, 1866, 2e éd. (lire en ligne).
- (de) Rudolf Otto von Ottenfeld (en), « Die Reiterei in den ersten Franzosenkriegen (1792-1805) », dans Die österreichische Armee von 1700 bis 1867, vol. 1, 1895 (lire en ligne).